# Dunière-sur-Eyrieux
Pour les articles homonymes, voir Dunière.
Dunière-sur-Eyrieux est une commune française située dans le département de l'Ardèche en région Auvergne-Rhône-Alpes.
Jusqu'au 1er janvier 2001, la commune s'appelait Dunières-sur-Eyrieux (avec un « s »).

## Géographie

### Situation et description
Dunière-sur-Eyrieux est un petit village de 437 habitants composé d'un centre-bourg traversé par la route départementale 120 et de cinq principaux hameaux : le pont de Dunière, Mastenac, la Traverse, Bellevue et les Plaines.

### Géologie et relief
Au cœur de la vallée de l'Eyrieux, à mi-chemin entre Le Cheylard et La Voulte-sur-Rhône, la commune de Dunière-sur-Eyrieux fait partie du parc naturel régional des Monts d'Ardèche.
Dunière-sur-Eyrieux s'étend au confluent des deux rivières qui lui donne son nom : l'Eyrieux et la Dunière, à 30 km de Valence et à 35 km de la préfecture de l'Ardèche, Privas.
Si son centre-bourg se situe à proximité des rivières, plusieurs hameaux existent sur les hauteurs des Boutières.

### Climat
Pour des articles plus généraux, voir Climat d'Auvergne-Rhône-Alpes et Climat de l'Ardèche.
En 2010, le climat de la commune est de type climat méditerranéen altéré, selon une étude du CNRS s'appuyant sur une série de données couvrant la période 1971-2000. En 2020, Météo-France publie une typologie des climats de la France métropolitaine dans laquelle la commune est dans une zone de transition entre le climat de montagne et le climat méditerranéen et est dans la région climatique Moyenne vallée du Rhône, caractérisée par un bon ensoleillement en été (fraction d’insolation > 60 %), une forte amplitude thermique annuelle (4 à 20 °C), un air sec en toutes saisons, orageux en été, des vents forts (mistral), une pluviométrie élevée en automne (250 à 300 mm).
Pour la période 1971-2000, la température annuelle moyenne est de 13,1 °C, avec une amplitude thermique annuelle de 17,7 °C. Le cumul annuel moyen de précipitations est de 1 158 mm, avec 6,7 jours de précipitations en janvier et 5,1 jours en juillet. Pour la période 1991-2020, la température moyenne annuelle observée sur la station météorologique de Météo-France la plus proche, « Vernoux », sur la commune de Vernoux-en-Vivarais à 8 km à vol d'oiseau, est de 11,2 °C et le cumul annuel moyen de précipitations est de 1 203,6 mm,. Pour l'avenir, les paramètres climatiques de la commune estimés pour 2050 selon différents scénarios d'émission de gaz à effet de serre sont consultables sur un site dédié publié par Météo-France en novembre 2022.

### Hydrographie
La partie méridionale de la commune est bordée par l'Eyrieux et son territoire est traversé par la Dunière, son affluent.

## Urbanisme

### Typologie
Au 1er janvier 2024, Dunière-sur-Eyrieux est catégorisée commune rurale à habitat dispersé, selon la nouvelle grille communale de densité à 7 niveaux définie par l'Insee en 2022.
Elle est située hors unité urbaine et hors attraction des villes,.

### Occupation des sols
L'occupation des sols de la commune, telle qu'elle ressort de la base de données européenne d’occupation biophysique des sols Corine Land Cover (CLC), est marquée par l'importance des forêts et milieux semi-naturels (71,8 % en 2018), une proportion identique à celle de 1990 (71,8 %). La répartition détaillée en 2018 est la suivante : 
forêts (61,2 %), zones agricoles hétérogènes (18,4 %), milieux à végétation arbustive et/ou herbacée (10,7 %), cultures permanentes (5,4 %), zones urbanisées (3,4 %), prairies (1 %).
L'évolution de l’occupation des sols de la commune et de ses infrastructures peut être observée sur les différentes représentations cartographiques du territoire : la carte de Cassini (XVIIIe siècle), la carte d'état-major (1820-1866) et les cartes ou photos aériennes de l'IGN pour la période actuelle (1950 à aujourd'hui).

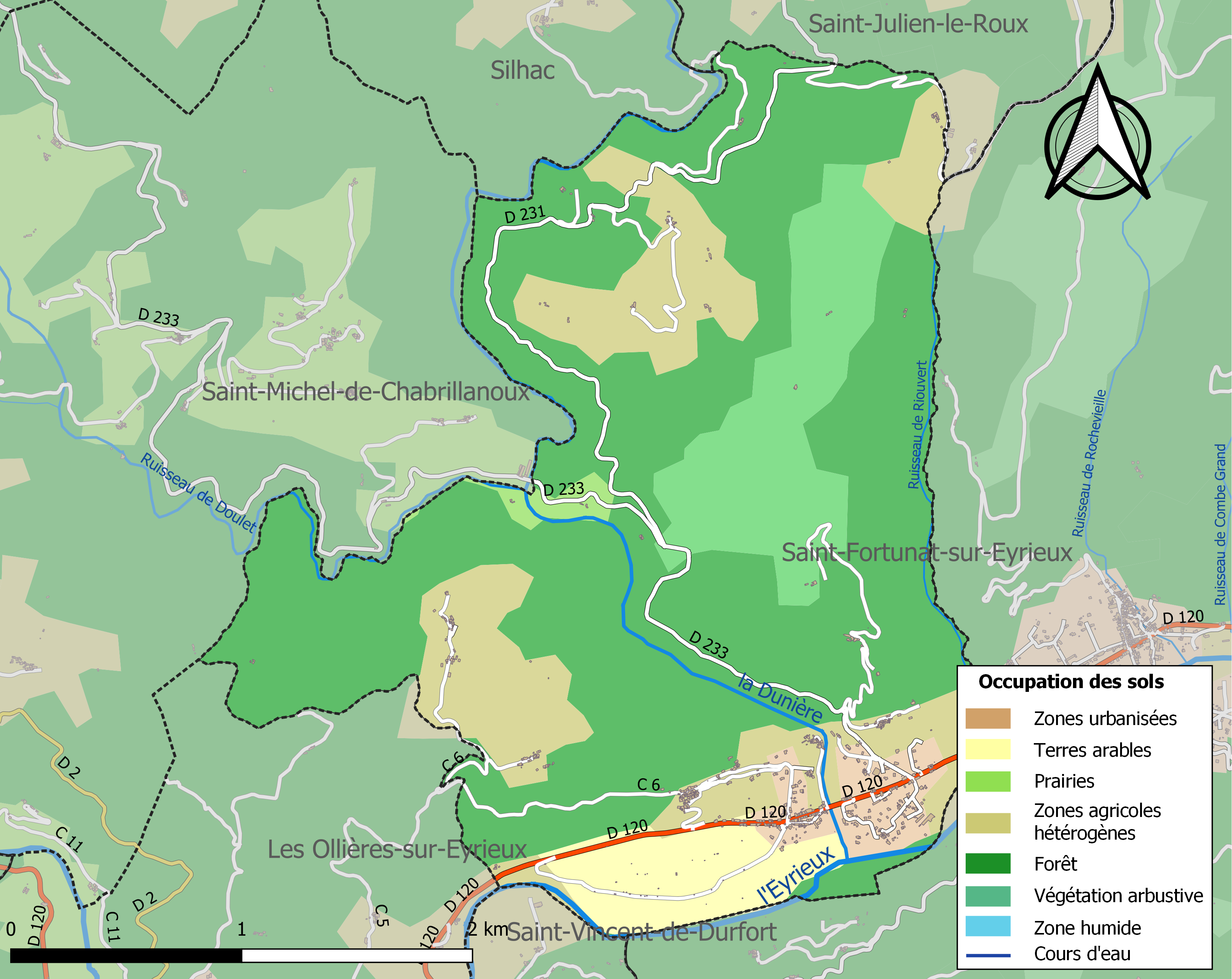
Carte des infrastructures et de l'occupation des sols de la commune en 2018 (CLC).

## Toponymie
Du radical indo-européen *dhun-, associant un relief et un habitat défendu « dun- », à l’origine d’une racine celtique *duno dont le premier sens aurait été « clôture, zone enclose », d’où le gaulois  dūnum qui a pris le sens de « citadelle, enceinte fortifiée » et, par métonymie, celui de « colline, mont » puisque la plupart des citadelles étaient bâties sur des hauteurs.

## Histoire

### Création de la commune
Avant de devenir un village à part entière, Dunière était d'abord un hameau appartenant à la commune des Ollières-sur-Eyrieux.
Ce n'est que le 18 novembre 1907, que la nouvelle commune est créée sous l’appellation de Dunière. Un conseil municipal provisoire dirigé par Édouard Sahy est mis en place le 1er janvier 1908. La nouvelle commune est limitée au nord et au nord-ouest par la Dunière et le Doulet, au sud par l'Eyrieux et à l'est par le ruisseau de la Rouvière. Elle se compose d'un village étalé le long du CD 120, de très nombreux hameaux ainsi que des fermes éparpillées dans la montagne.
La nouvelle école est inaugurée le 24 septembre 1911.

### Quelques dates marquantes
En 1909, l'ouverture du chemin des Combes va se réaliser, les habitants de Dunière peuvent participer en donnant de l'argent ou en fournissant des journées de travail ou des paires de bœufs.
1910 marque le début de l'éclairage public à l’électricité pour la commune. Cette même année, le chemin de la Traverse qui était devenu trop étroit et dangereux a été réparé. À la demande des Dunièrois, une deuxième levée du courrier a été mise en place à 18 h avant le départ du dernier train. La commune a également demandé l'ouverture d'un bureau facteur/receveur.
Le 28 août 1910, le téléphone est installé sur la commune.
En 1912, le chemin des Avallons est en construction.
Le 12 mai 1918, le conseil municipal prend la décision de rajouter un complément au nom de la commune afin de ne plus avoir de problèmes administratifs liés à la confusion avec la commune de Dunières située en Haute-Loire. Dunière devient donc Dunière-sur-Eyrieux.

## Politique et administration

### Liste des maires
| Période                                  | Période                   | Identité         | Étiquette | Qualité       |
| ---------------------------------------- | ------------------------- | ---------------- | --------- | ------------- |
| Les données manquantes sont à compléter. |                           |                  |           |               |
| mars 2001                                | mars 2008                 | Annie Valette    |           |               |
| mars 2008                                | avril 2012                | Dominique Allain |           |               |
| mai 2012                                 | En cours (au 6 août 2020) | Gérard Brosse,   | DVG       | Fonctionnaire |

## Population et société

### Démographie
Les habitants de Dunière-sur-Eyrieux sont appelés les Dunierois.
L'évolution du nombre d'habitants est connue à travers les recensements de la population effectués dans la commune depuis 1911. Pour les communes de moins de 10 000 habitants, une enquête de recensement portant sur toute la population est réalisée tous les cinq ans, les populations de référence des années intermédiaires étant quant à elles estimées par interpolation ou extrapolation. Pour la commune, le premier recensement exhaustif entrant dans le cadre du nouveau dispositif a été réalisé en 2005.

En 2022, la commune comptait 437 habitants, en évolution de +1,16 % par rapport à 2016 (Ardèche : +2,48 %, France hors Mayotte : +2,11 %).
| 1911 | 1921 | 1926 | 1931 | 1936 | 1946 | 1954 | 1962 | 1968 |
| ---- | ---- | ---- | ---- | ---- | ---- | ---- | ---- | ---- |
| 678  | 570  | 576  | 559  | 515  | 490  | 478  | 453  | 430  |

| 1975 | 1982 | 1990 | 1999 | 2005 | 2006 | 2010 | 2015 | 2020 |
| ---- | ---- | ---- | ---- | ---- | ---- | ---- | ---- | ---- |
| 359  | 324  | 301  | 324  | 367  | 373  | 416  | 433  | 436  |

| 2022 | - | - | - | - | - | - | - | - |
| ---- | - | - | - | - | - | - | - | - |
| 437  | - | - | - | - | - | - | - | - |

En 1911, Dunière compte 680 habitants formant 174 ménages vivant dans 155 maisons.
Entre 1921 et 1962, la commune a perdu 153 habitants pour différentes causes : 
- dès 1920, les écoles dévalorisent les connaissances pratiques au profit de celles que nécessitent un emploi dans l'administration. C'est la principale cause des départs des jeunes gens ;
- disparition des usines à cause de la concurrence étrangère.

Aujourd'hui[Quand ?] Dunière-sur-Eyrieux compte 413 habitants.
L’agriculture est une des activités principales des Dunièrois. L’agriculture est la première activité de la commune : en 1913, 74 % de la population vit de l'agriculture. Les cultures étaient pratiquées dans la plaine des Avallons (vignes, arbres fruitiers, quelques carrés de pommes de terre, quelques herbages, trèfles et luzernes). Les autres cultures se situaient en terrasses sur les champs au-dessus du village et des hameaux (la Traverse, Mastenac, Rochebert, les Combes).
En 1927, on comptait 40 producteurs de pêches propriétaires, 7 fermiers et 3 métayers. La commune compte plus de vergers que de vignes, 40 hectares contre 27 hectares de vignes. Malheureusement le gel, les parasites, les terres épuisées, l'impossibilité d'exporter à cause des prix italiens plus bas et le prix du transport qui a augmenté de 40 % entre 1953 et 1964 ont causé le déclin des pêcheraies.

### Cultes
L'église (propriété de la commune) et la communauté catholique de Dunière-sur-Eyrieux sont rattachées à la paroisse catholique de « Sacré Cœur en Val d’Eyrieux », elle même rattachée au diocèse de Viviers.

## Économie
Au début du XXe siècle, on compte 4 usines au village. La plus importante est « l'usine Chareyre » de Boisvieux qui emploie en 1913 huit ouvriers de Dunière. Celle-ci se développera entre les deux guerres mondiales (60 ouvriers). Elle manquera même de main-d’œuvre locale, puisque dans les années 1920, on fera venir des ouvriers arméniens (17 femmes, 5 enfants et 1 homme) qui seront logés au village.
Cependant la concurrence étrangère va générer la fermeture des moulinages, qui entrainera le dépeuplement des campagnes.
La commune compte également plusieurs entreprises.
Le sort des entreprises est lié aux routes, aux voies ferrées et aux foires.
La voie de communication la plus importante était la voie ferrée de la vallée de l'Eyrieux « La Micheline ». La route nationale reste peu empruntée, c'est par le train que se fait le transport de toutes les marchandises et surtout des fruits et primeurs.
Les foires sont nombreuses autour de Dunière (Les Ollières-sur-Eyrieux, Vernoux-en-Vivarais, Saint-Michel-de-Chabrillanoux, Privas, Saint-Cierge-la-Serre et Chalencon). Ce sont des lieux d'échange de produits agricoles (fruits, légumes et vins de la vallée contre des fromages, viandes et charcuteries de la montagne). Il se vend également des produits de l'artisanat local et des objets industriels (bicyclette, outillage...). Même si aujourd'hui la commune n'a plus de commerce, elle a connu de nombreux artisans.

## Culture locale et patrimoine

### Lieux et monuments
Début 2017, la commune est « réputée sans clochers ».

### Héraldique
|  | Dunière-sur-Eyrieux possède des armoiries dont l'origine et le blasonnement exact ne sont pas disponibles. |